# Citroën C25
Citroën C25 – samochód dostawczy produkowany przez firmę Sevel Sud w latach 1981-1993. Następca modelu Citroën H. Do napędu używano kilku różnych silników. Moc przenoszona była na oś przednią. Samochód produkowano w Val di Sangro we Włoszech. Był to samochód bliźniaczy pod względem technicznym do modeli Fiat Ducato oraz Peugeot J5.

## Silniki
Benzynowe
- 1796 cm³ (51KW 69 KM)
- 1971 cm³ (55KW 75 KM)
- 1971 cm³ (62KW 84 KM)

Diesla
- 1905 cm³ (51KW 70 KM)
- 2499 cm³ (54KW 74 KM)
- 2499 cm³ (70KW 95 KM)

## Galeria

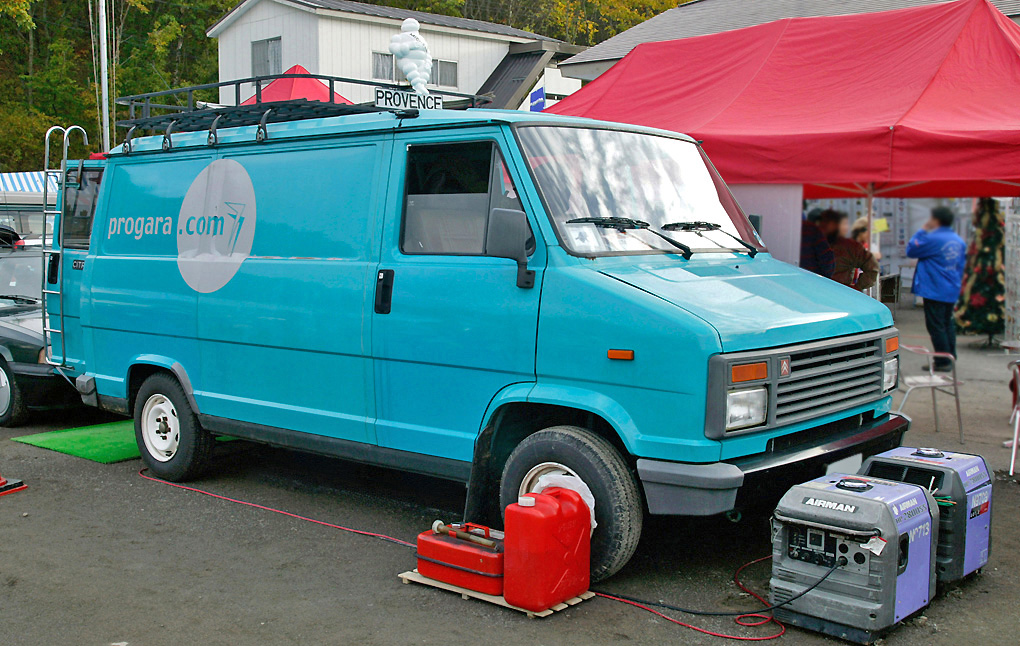
Citroën C25 przed faceliftingiem
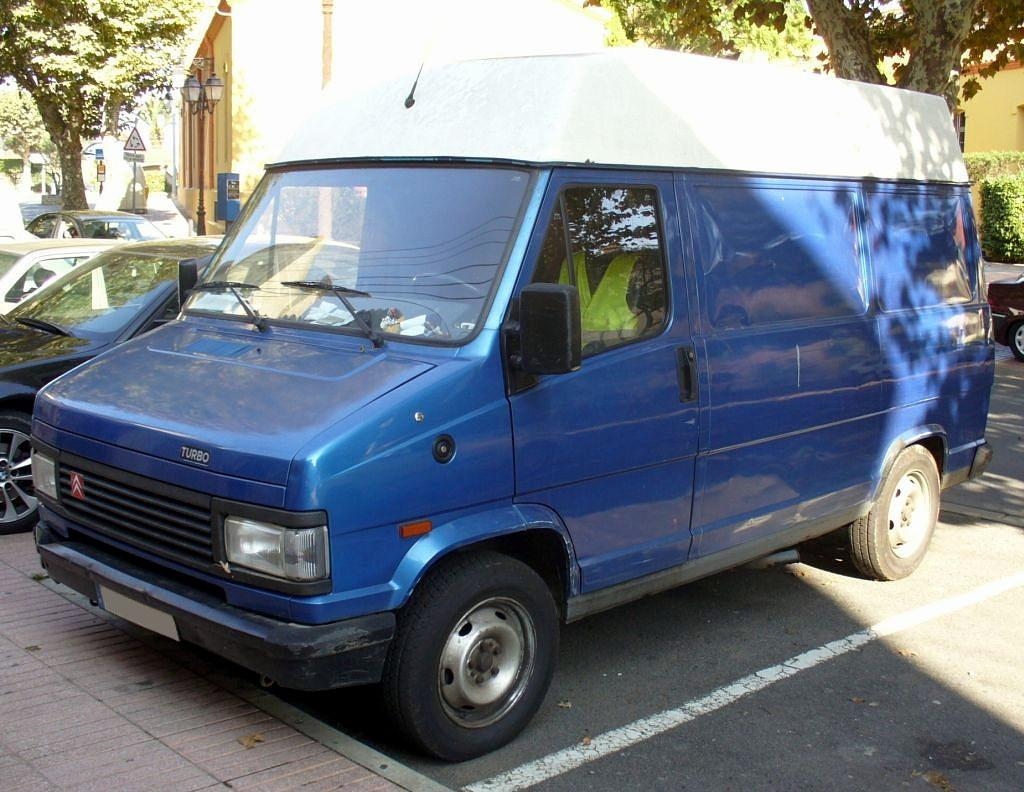
Citroën C25 po faceliftingu
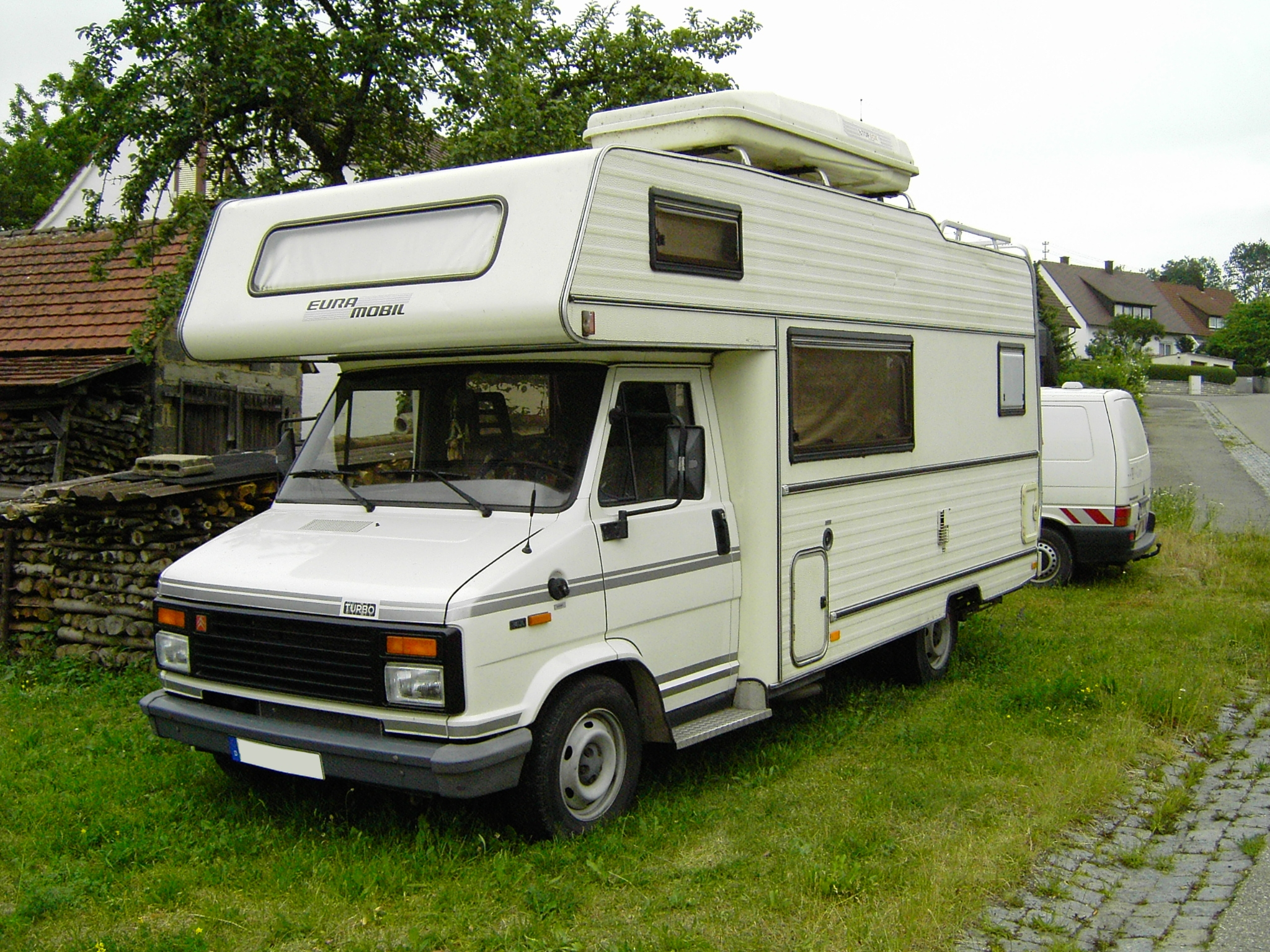
Kamper Citroën C25